# Albino Zertuche
Albino Zertuche är en kommun i Mexiko.   Den ligger i delstaten Puebla, i den sydöstra delen av landet, 170 km söder om huvudstaden Mexico City. Antalet invånare är 1 770. Arean är 59 kvadratkilometer.
Terrängen i Albino Zertuche är lite kuperad.
Följande samhällen finns i Albino Zertuche:
- Acaxtlahuacán de Albino Zertuche